# Abara
Abara (стилізується великими літерами) — манґа, яку написав і намалював Ніхей Цутому. Вона виходила в журналі сейнен-манґи Shueisha Ultra Jump із 19 травня 2005 року до 18 березня 2006 року, а зібрана у двох томах у форматі танкобон.
Події розгортаються у дистопічному всесвіті, відомому своїми громіздкими, високими спорудами. Головні герої належать до специфічного класу істот, яких називають «Гауни». Вони мають унікальну здатність формувати зброю та захисне спорядження з матеріалу, схожого на кістку. Сюжет зосереджується на одному Гауні — Кудо Денджі.
Французьку ліцензію на видання цієї манґи отримало «Глена», польську — «JPF», а англійську — Viz Media.

## Сюжет
У недалекому майбутньому люди знищили довкілля Землі, тож змушені жити у містах, з'єднаних лише єдиним шосе та низкою труб. Утім, деякі люди мутували й стали «Білими Гаунами» — видом, що становить загрозу для людства. Група науковців передбачила таку дистопічну ситуацію ще багато років тому. Щоб зберегти майбутнє людства, вони створили кілька машин часу, які працюють на енергії атомних станцій і звуться «мавзолеями». Кожна машина часу може відправити людей у віддалене майбутнє, гарантуючи, що людство не зникне. Вони також використовують колективну енергію цих станцій, аби перемістити всіх Білих Гаун, які існують на Землі в той момент, в окремий вимір. Урешті науковці передають свої знання «четвертій Групі Хронік» (четвертому «Eon Group»), яка має подбати, щоб бодай одна пара людей утекла в майбутнє.
Однак мутація Білих Гаун триває, і вони пожирають тих, хто вижив. Люди починають відчайдушно боротися за машини часу та мавзолеї. У хаосі знищені всі мавзолеї, окрім одного. Четверта Група Хронік гине, але встигає завантажити рештки своїх спогадів та особистостей у комп'ютери, вбудовані у «Крука» (Raven), «Черепа» (Skull Man) та «Палицю» (Stick).
Крім того, створюють Бюро спостережень («Каген-хаус»), щоб оберігати справжнє призначення мавзолеїв і запобігати новим конфліктам.
Сотні років по тому Бюро спостережень вивчає Білих Гаун, щоб протидіяти їм, і створює гібрид людини та Гауни — «Чорних Гаун», які зберігають можливості Білих, але мають людську свідомість. Двох дітей — Денджі та Наюту — використовують як піддослідних. Спершу експеримент проводять із Наютою, і їй вживлюють контрольний пристрій. Проте перед тим, як імплантувати ще один пристрій, Денджі втікає, вбиваючи при цьому інших людей.
За кілька років Тадохомі просить Денджі допомогти знищити першого Білого Гауну, щоб запобігти новим жертвам. Денджі погоджується, але зазнає поранення. Сакіджіма вистежує Тадохомі та заарештовує її після того, як знаходить тіло Денджі на місці сутички з Білим Гауною. Тоді Сакіджіма ще не знає про існування Бюро спостережень. Тим часом Бюро відправляє Наюту, щоб вона скористалася вразливим станом Денджі й повернула його на базу. Начальник Бюро не довіряє Чорним Гаунам, уважаючи їх такими ж монстрами, як і Білі. Міністерство наказує Сакіджимі відпустити Тадохомі, і він починає підозрювати Бюро та прагне з'ясувати правду.
З'являється ще один Білий Гауна, і цього разу він устиг поглинути кількох людей, перш ніж Бюро почало діяти. Спершу відправляють загін звичайних воїнів, але коли той зазнає поразки, на бій із великим Білим Гауною відправляють Наюту. Проте раптово з'являється гуманоїдний Білий Гауна та вступає з Нею у двобій. Наюта перемагає, але відразу помирає, адже вона телепатично пов'язана зі своєю сестрою-близнючкою Аютою, тож їхні ушкодження спільні.
Тим часом поліцейський Сакіджіма отримує додаткову інформацію про Четверту Групу Хронік і Гаун від колеги, якого відправили поговорити зі старим, що керує архівами. Дізнавшись більше, Сакіджіма вирушає до «Каген-хаусу» з наміром розібратися. Його колегу застрелює охоронець «Каген-хаусу», якого тоді вбиває сам Сакіджіма. Там він зустрічає Тадохомі, яка намагається врятувати свого друга дитинства — Денджі. Коли охорона «Каген-хаусу» мало не вбиває Тадохомі, Сакіджіма приходить їй на допомогу, і вони разом проникають до кімнати, де тримають Денджі. Саме тоді Аюта, яка відновилася, перетворюється на Білого Гауну. Денджі стає з нею до бою, а Сакіджіма й Тадохомі тікають на гелікоптері. Послідовники Четвертої Групи Хронік планують активувати ракету, яка, на їхню думку, здатна вбити Великого Білого Гауну, якщо влучить йому у хребет. Аюта (тепер Білий Гауна) атакує їх, але Денджі вступає з нею в сутичку, чим дає змогу «Крукові» й «Черепу» запустити ракету. «Череп» в останню мить намагається прикріпити до ракети «безгоспного» Чорного Гауну. «Крук» не має вибору й запускає ракету разом із «Черепом», щоби знищити Великого Білого Гауну.
Ракета влучає у ціль, і Великий Білий Гауна гине. Проте ядерний реактор починає виходити з ладу, і через брак енергії формується «Заборонена клітка», яка не може перемістити всіх Білих Гаун в інший вимір. Білий Гауна атакує гелікоптер, і той зазнає аварії. «Палиця» та «Крук» відводять Тадохомі та Сакіджіму до будинку, де зберігається машина часу. «Крука» вбиває Аюта, але з'являється Наюта — саме вчасно, щоб знищити свою сестру. Тадохомі й Сакіджіма заходять до будинку перед вибухом, що, вочевидь, забирає життя Наюти. За допомогою «Палиці» вони активують машину часу.
Минуло багато років, і решта людства загинула — хтось від Білих Гаун, а хтось від міжусобиць. Світ перетворився на пустку, будівлі вкриті буйною рослинністю. Тадохомі та Сакіджіма виходять із будинку й дивляться в небо.
Двоє Чорних Гаун, якими виявляються Денджі та Наюта, продовжують битися з Білими Гаунами, застряглими в окремому вимірі.

## Сприйняття
Цю манґу номінували на премію Айснера в категорії «Найкраще американське видання міжнародного матеріалу — Азія» у 2019 році.